# Tsuri-komi-goshi

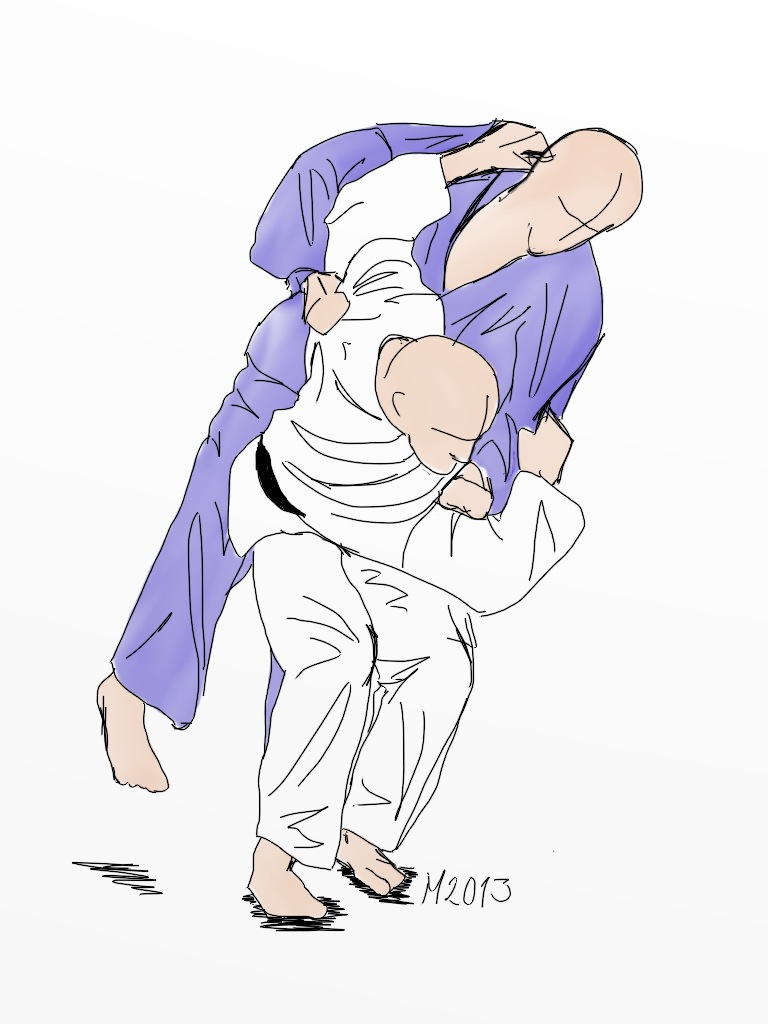
Tsurikomi Goshi

Tsurikomi Goshi (釣 込 腰), is een van de originele 40 worpen van Judo zoals ontwikkeld door Jigoro Kano. Het behoort tot de tweede groep, Dai Nikyo, van de traditionele werplijst, Gokyo (geen waza), van Kodokan Judo. Het maakt ook deel uit van de huidige 67 Throws of Kodokan Judo. Het is geclassificeerd als een heupworptechniek, Koshi-Waza. Tsurikomi Goshi is ook een van de 20 technieken in Danzan Ryu's Nage No Te lijst.